# Ministère des Postes et des Télécommunications de la RDA
Le ministère des Postes et des Télécommunications de la République démocratique allemande (RDA) (Ministerium für Post- und Fernmeldewesen der DDR) était le ministère chargé des Postes et des Télécommunications, au sein du gouvernement de la RDA. Il est créé en 1949 et dissous à la réunification de cette dernière avec la République fédérale d'Allemagne (RFA), en 1990. Ses fonctions ont alors été reprises par le ministère fédéral des Postes et des Télécommunications, qui est lui-même dissous en 1998.
Le ministère est né du SMAD, l'administration militaire soviétique en Allemagne, fondé en 1945 (Sowjetische Militäradministration in Deutschland). Le ministre était secondé par un secrétaire d'État.

## Liste des ministres
| # | Image  | Nom                  | Début du mandat  | Fin du mandat    | Parti   |
| - | ------ | -------------------- | ---------------- | ---------------- | ------- |
| 1 | texte= | Friedrich Burmeister | 1949             | 1963             | CDU-Est |
| 2 | texte= | Rudolph Schulze      | 1963             | 18 novembre 1989 | CDU-Est |
| 3 | texte= | Klaus Wolf           | 18 novembre 1989 | 12 avril 1990    | CDU-Est |
| 4 | texte= | Emil Schnell         | 12 avril 1990    | 2 octobre 1990   | SPD-Est |

Hans-Jürgen Niehof exerce ensuite l'intérim lors du changement de régime.